# Na Vápenici
Na Vápenici je přírodní památka v chráněné krajinné oblasti Český ráj mezi městem Železný Brod a obcí Koberovy, v těsné blízkosti osady Propastný v okrese Jablonec nad Nisou. Oblast spravuje AOPK ČR – Regionální pracoviště Liberecko.

## Předmět ochrany
Důvodem ochrany jsou regionálně významné porosty vápnomilných a květnatých bučin na vápenatém podkladu, jediná populace kriticky ohrožené kapradiny hrálovité a stratigraficky významné paleontologické naleziště.